# Monbazillac
Monbazillac es una comuna del departamento de Dordoña en la región de Aquitania, en el sudoeste de Francia.
Es popular por su castillo del siglo XVI, el que es calificado como edificio histórico, y por su vino blanco homónimo, con denominación de origen AOC Monbazillac.

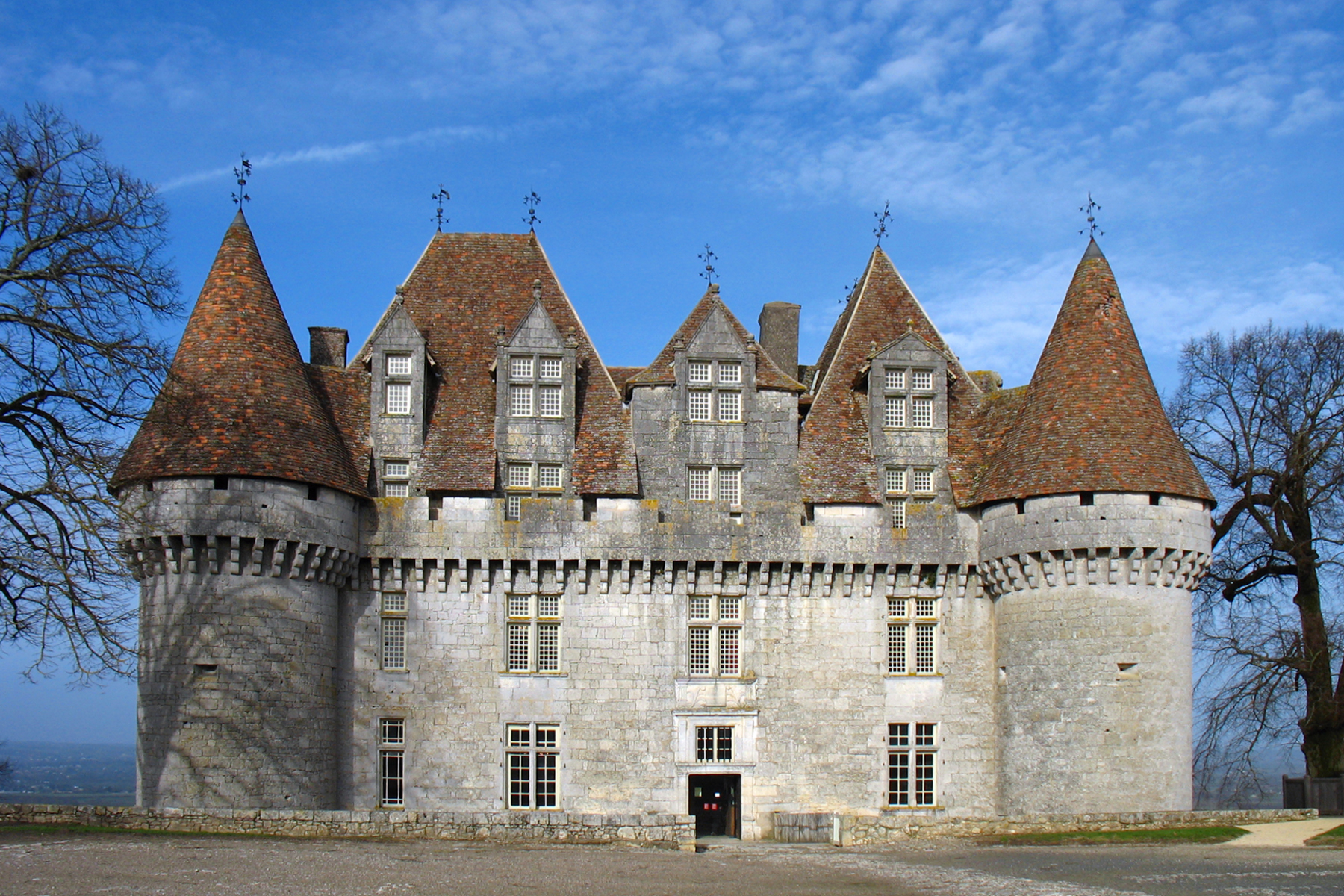
El Castillo de Monzabillac.

- Superficie : 19,58 km²
- Población: 899 hab. (1999)
- Código Postal: 24240

## Demografía
| 907 | 846 | 789 | 831 | 902 | 899 |
| Para los censos de 1962 a 1999 la población legal corresponde a la población sin duplicidades (Fuente: INSEE [Consultar]) |     |     |     |     |     |